# Los Pradèus
Les Pradeaux és un municipi francès situat al departament del Puèi Domat i a la regió d'Alvèrnia-Roine-Alps. L'any 2007 tenia 317 habitants.

## Demografia

### Població
El 2007 la població de fet de Les Pradeaux era de 317 persones. Hi havia 151 famílies de les quals 54 eren unipersonals (25 homes vivint sols i 29 dones vivint soles), 38 parelles sense fills, 46 parelles amb fills i 13 famílies monoparentals amb fills.
La població ha evolucionat segons el següent gràfic:
Habitants censats

### Habitatges
El 2007 hi havia 168 habitatges, 148 eren l'habitatge principal de la família, 11 eren segones residències i 10 estaven desocupats. 138 eren cases i 30 eren apartaments. Dels 148 habitatges principals, 101 estaven ocupats pels seus propietaris, 44 estaven llogats i ocupats pels llogaters i 3 estaven cedits a títol gratuït; 3 tenien una cambra, 8 en tenien dues, 26 en tenien tres, 34 en tenien quatre i 76 en tenien cinc o més. 100 habitatges disposaven pel capbaix d'una plaça de pàrquing. A 66 habitatges hi havia un automòbil i a 67 n'hi havia dos o més.

### Piràmide de població
La piràmide de població per edats i sexe el 2009 era:
| Homes | Edats   | Dones |
| ----- | ------- | ----- |
| 0     | 95 o +  | 0     |
| 0     | 90 a 94 | 0     |
| 0     | 85 a 89 | 4     |
| 4     | 80 a 84 | 0     |
| 0     | 75 a 79 | 12    |
| 8     | 70 a 74 | 8     |
| 8     | 65 a 69 | 8     |
| 8     | 60 a 64 | 4     |
| 12    | 55 a 59 | 16    |
| 0     | 50 a 54 | 12    |
| 16    | 45 a 49 | 0     |
| 0     | 40 a 44 | 8     |
| 20    | 35 a 39 | 4     |
| 4     | 30 a 34 | 20    |
| 20    | 25 a 29 | 12    |
| 4     | 20 a 24 | 8     |
| 4     | 15 a 19 | 8     |
| 8     | 10 a 14 | 0     |
| 4     | 5 a 9   | 12    |
| 16    | 0 a 4   | 4     |

## Economia
El 2007 la població en edat de treballar era de 215 persones, 168 eren actives i 47 eren inactives. De les 168 persones actives 150 estaven ocupades (91 homes i 59 dones) i 18 estaven aturades (1 home i 17 dones). De les 47 persones inactives 15 estaven jubilades, 15 estaven estudiant i 17 estaven classificades com a «altres inactius».

### Ingressos
El 2009 a Les Pradeaux hi havia 141 unitats fiscals que integraven 316 persones, la mediana anual d'ingressos fiscals per persona era de 16.050 €.

### Activitats econòmiques
Dels 13 establiments que hi havia el 2007, 1 era d'una empresa de fabricació d'altres productes industrials, 3 d'empreses de construcció, 3 d'empreses de comerç i reparació d'automòbils, 1 d'una empresa d'hostatgeria i restauració, 1 d'una empresa financera, 2 d'empreses de serveis i 2 d'empreses classificades com a «altres activitats de serveis».
Dels 4 establiments de servei als particulars que hi havia el 2009, 2 eren guixaires pintors i 2 perruqueries.
L'únic establiment comercial que hi havia el 2009 era una botiga de menys de 120 m².
L'any 2000 a Les Pradeaux hi havia 12 explotacions agrícoles que ocupaven un total de 385 hectàrees.

## Equipaments sanitaris i escolars
El 2009 hi havia una escola elemental integrada dins d'un grup escolar amb les comunes properes formant una escola dispersa.

## Poblacions més properes
El següent diagrama mostra les poblacions més properes.